# Johannes Brassart
Johannes Brassart ook Brasart (wrsch. Lauw, omstreeks 1400 - Luik, vóór 22 oktober 1455) was een Bourgondische componist uit de vroege Renaissance. Van zijn oeuvre zijn enkel geestelijke vocale werken bewaard gebleven die de muzikale praktijk van de 15de eeuw reflecteren.

## Leven
Waarschijnlijk was Brassart geboren in Lauw in wat tegenwoordig de Belgische provincie Limburg is, maar zijn geboortedatum is slechts bij benadering bekend.
Van 1422 tot 1431 werkte hij voor de Sint-Jan-de-Evangelistkerk in Luik, waar hij succentor was. Wellicht is hij dezelfde persoon als Johannes de Limburgia, die in 1426 genoemd werd als succentor van de Luikse Sint-Janskerk. Halverwege de jaren 1420 bezocht hij Rome, waar hij naartoe verhuisde in 1431 om bij de pauselijke kapel in dienst te worden genomen als zanger en componist. Hij maakte, zoals componisten als Arnoldus de Lantins en Guillaume Dufay, deel uit van het koor. In deze periode heeft Brassart waarschijnlijk het motet Te dignitas presularis gecomponeerd, evenals het motet O flos fragrans, dat geliefd genoeg was om in verschillende handschriften van die tijd te zijn opgetekend.
In 1432 trok Brassart naar Basel waar hij zanger werd aan de kapel van de raad. Twee jaar later nam keizer Sigismund van het Heilige Roomse Rijk hem in dienst als rector van de kapel, een betrekking die hij behield tot 1443. In 1445 verhuisde hij naar Luik, waar hij een betrekking kreeg bij de collegiale kerk van Sint-Paulus (nu kathedraal). Een bericht van 22 oktober 1455, dat aangeeft dat er een verzoek was ingediend om zijn prebende over te nemen, wijst erop dat hij pas moet zijn overleden.

## Muziek en invloed
Overgeleverde muziek uit die periode is schaars; verschillende Luikse handschriften gingen in 1468 in de vlammen op toen Karel de Stoute, hertog van Bourgondië, de stad in de as legde. Niettemin hebben enkele werken van Brassart de tand des tijds doorstaan. Daaronder 11 motetten, 8 introïtussen en verschillende individuele misdelen.
Zijn muziek toont alle kenmerken van de Bourgondische stijl: faux-bourdontechnieken (frequente 6-3 parallellen in twee stemmen die boven de belangrijkste melodiepartij, die van de tenor, zingen; isoritmen en de Bourgondische cadens. Alle overgebleven muziek is geestelijk en bevat misdelen, introiti en talrijke motetten; een van zijn stukken is een Duitse tekst die vrijwel zeker geschreven werd tijdens zijn verblijf aan de keizerlijke kapel. Hij gebruikte menigvuldig een cantus firmus en plaatste de melodie meestal in de hoogste stem.
De introiti behoren tot de vroegst bekende polyfone zettingen van dit deel van het proprium van de mis.
De misdelen zijn alle driestemmig en maken veelvuldig van faux-bourdon gebruik, terwijl de motetten typisch isoritmisch zijn. Verschillende motetten zijn vierstemmig. Een van de onderscheidende kenmerken van de in zijn motetten aangewende stijl, is het frequente gebruik van een openingsduet voor twee hoge stemmen, waarna de overblijvende stemmen invallen; dit zou het waarmerk worden van de Bourgondische stijl. Zijn meest bekende motet O flos fragrans, is gecomponeerd naar een soortgelijk werk van Dufay; mogelijk hebben de twee componisten elkaar leren kennen.